# ديك هوفر
ديك هوفر (بالإنجليزية: Dick Hoover)‏ هو لاعب البولنغ ‏ أمريكي، ولد في 15 ديسمبر 1929، وتوفي في 17 سبتمبر 2009.